# Friends Again
Friends Again è il sesto singolo del gruppo musicale inglese Purple Hearts, pubblicato nel 1986 dalla Unicorn Records
Come Lato B venne scelta Head on Collision Time.

## Tracce
Lato A
1. Friends Again

Lato B
1. Head on Collision Time

## Formazione
- Bob Manton – voce
- Simon Stebbing – chitarra
- Jeff Shadbolt – basso
- Gary Sparks – batteria